# Циннеман, Фред
Фред Ци́ннеман (нем. Fred Zinnemann; 29 апреля 1907 года, Вена — 14 марта 1997 года, Лондон) — американский кинорежиссёр австрийского происхождения. Был удостоен 4 «Оскаров» и 2 «Золотых глобусов», в том числе за постановку исторических драм «Отныне и во веки веков» (1953) и «Человек на все времена» (1966).

## Биография
Фред Циннеман родился в Вене в еврейской семье, его отец был врачом. Он хотел стать музыкантом, но поступил в Венский университет, где учился на юриста. Кинокарьеру начал как оператор, а в 1930 году стал одним из режиссёров фильма «Воскресные люди», над которым также работали будущие голливудские режиссёры Билли Уайлдер и Роберт Сиодмак.
Приехав в США, Циннеман стал помощником и переводчиком другого эмигранта из Австрии — писателя и режиссёра Бертольда Фиртеля. Благодаря Фиртелю Циннеман познакомился с актрисой Гретой Гарбо, режиссёрами Сергеем Эйзештейном, Фридрихом Мурнау, Робертом Флаэрти. Работу с документалистом Флаэрти над незавершённым проектом Циннеман назовёт «самым важным событием в моей профессиональной жизни» (the most important event of my professional life).
Циннеман играл в массовке в фильме «На западном фронте без перемен» (1930; по роману Ремарка), а первый полнометражный фильм снял в 1935 году в Мексике. Это был документальный фильм о рыбаках «Волна», поставленный по заказу министерства сельского хозяйства. В 1936 году Циннеман получил американское гражданство и женился на Рене Бартлет, брак с которой продлится до его смерти. Через четыре года у них родился сын Тим, в будущем кинопродюсер.
После возвращения из Мексики Циннеман поставил восемнадцать короткометражек для компании Metro-Goldwyn-Mayer. За одну из них, «Эти матери могли бы жить» (1938) он получил премию «Оскар». В 1942 году он снял полнометражные детективы «Глаза в ночи» и «Убийца в перчатках». Его первым известным фильмом стала снятая в годы Второй мировой войны военная драма «Седьмой крест» со Спенсером Трейси в главной роли. В послевоенные годы Циннеман открыл двух актёров, которые станут звездами: «Поиск» (1948) стал дебютом в полнометражном кино для Монтгомери Клифта, а «Мужчины» (1950) — для Марлона Брандо. В 1951 году режиссёр снял последнюю в своей жизни короткометражку «Бенджи», за которую снова был удостоен «Оскара».
В 1952 году вышел один из самых известных фильмов Циннемана — вестерн «Ровно в полдень». Снятый по сценарию опального Карла Формана и рассказывающий о шерифе, который остался один на один с бандитами, так как горожане побоялись ему помочь, он был воспринят как аллегория американского общества эпохи маккартизма. Консервативно настроенные Говард Хоукс и Джон Уэйн критиковали фильм, их вестерн «Рио-Браво» стал своеобразным ответом на картину Циннемана. Вышедшая в 1953 году драма «Отныне и во веки веков» по роману Джеймса Джонса была удостоена восьми «Оскаров», включая призы за лучшую режиссуру и лучший фильм.
Несмотря на признание и активную занятость, режиссёр был недоволен атмосферой «охоты на ведьм», которая царила в США, и в 1963 году уехал в Великобританию. Здесь он снял несколько фильмов, самым известным из которых стала биография Томаса Мора «Человек на все времена» (1966), завоевавшая множество наград. История о католике Море, который вступил в конфликт с королём Генрихом VIII, получила одобрение Ватикана, а в 1994 году заняла первое место в списке лучших консервативных фильмов, несмотря на либеральную репутацию режиссёра.
Последний фильм Фреда Циннемана вышел в 1982 году, после этого он отошёл от кино. В 1992 году вышла его автобиографическая книга «Фред Циннеман о кино». Фред Циннеман умер в 1997 году в возрасте 89 лет от сердечного приступа.

## Фильмография

### Полнометражные
- 1930 — «Воскресные люди» / Menschen am Sonntag (документальный)
- 1936 — «Волна» / Redes
- 1942 — «Убийца в перчатках» / Kid Glove Killer
- 1942 — «Глаза в ночи» / Eyes in the Night
- 1944 — «Седьмой крест» / The Seventh Cross
- 1945 — «Часы» / The Clock (через месяц после начала съёмок заменён Винсентом Миннелли по просьбе Джуди Гарленд)
- 1946 — «Маленький мистер Джим» /Little Mister Jim
- 1947 — «Мой брат разговаривает с лошадьми» / My Brother Talks to Horses
- 1948 — «Поиск» / The Search
- 1948 — «Акт насилия» / Act of Violence
- 1950 — «Мужчины» / The Men
- 1951 — «Тереза» / Teresa
- 1952 — «Ровно в полдень» / High Noon
- 1952 — «Гость на свадьбе» /The Member of the Wedding
- 1953 — «Отныне и во веки веков» / From Here to Eternity
- 1955 — «Оклахома!» / Oklahoma!
- 1957 — «Шляпа, полная дождя» / A Hatful of Rain
- 1958 — «Старик и море» / The Old Man and the Sea (в титрах не указан)
- 1959 — «История монахини» / The Nun’s Story
- 1960 — «Бродяги» (иногда — «На закате дня») / The Sundowners
- 1964 — «Узри коня бледного» / Behold a Pale Horse
- 1966 — «Человек на все времена» / A Man for All Seasons
- 1973 — «День Шакала» / The Day of the Jackal
- 1977 — «Джулия» / Julia
- 1982 — «Пять дней одного лета» / Five Days One Summer

### Короткометражные
- 1937 — /Friend Indeed
- 1938 — /They Live Again
- 1938 — «Эти матери могли бы жить» / That Mothers Might Live
- 1938 — /The Story of Doctor Carver
- 1939 — /Weather Wizards
- 1939 — «Пока Америка спит» / While America Sleeps
- 1939 — /Help Wanted
- 1939 — /One Against the World
- 1939 — /The Ash Can Fleet
- 1939 — /Forgotten Victory
- 1940 — /Stuffie
- 1940 — /The Great Meddler
- 1940 — /The Old South
- 1940 — /A Way in the Wilderness
- 1941 — /Forbidden Passage
- 1941 — /Your Last Act
- 1942 — /The Greenie
- 1942 — /The Lady or the Tiger?
- 1951 — «Бенджи» / Benjy (документальный)

## Награды
- 1952 — премия «Оскар» за лучший документальный короткометражный фильм («Бенджи»)
- 1954 — премия «Золотой глобус» за лучшую режиссуру («Отсюда и в вечность»)
- 1954 — премия «Оскар» за лучшую режиссуру («Отсюда и в вечность»)
- 1954 — специальный приз Каннского кинофестиваля («Отсюда и в вечность»)
- 1957 — приз ФИПРЕССИ на Венецианском кинофестивале («Шляпа, полная дождя»)
- 1959 — «Золотая раковина» Сан-Себастьянского кинофестиваля («История монахини»)
- 1967 — премия «Золотой глобус» за лучшую режиссуру («Человек на все времена»)
- 1967 — премия «Оскар» за лучшую режиссуру и лучший фильм («Человек на все времена»)
- 1967 — особое упоминание на Московском кинофестивале («Человек на все времена»)
- 1968 — премия BAFTA за лучший британский фильм («Человек на все времена»)
- 1978 — премия «Давид ди Донателло» («Джулия»)